# Nicolò Anselmi
Nicolò Anselmi (ur. 9 maja 1961 w Genui) – włoski duchowny katolicki, biskup Rimini od 2023.

## Życiorys

### Prezbiterat
Święcenia kapłańskie otrzymał 9 maja 1992 i został inkardynowany do archidiecezji Genui. Przez wiele lat odpowiadał za duszpasterstwo młodzieży na szczeblu diecezjalnym i regionalnym, a w latach 2007–2012 także na poziomie krajowym. Był także m.in. wicedyrektorem centrum diecezjalnego ds. powołań oraz wikariuszem biskupim ds. duszpasterstwa akademickiego, młodzieży i sportowców.

### Episkopat
10 stycznia 2015 papież Franciszek mianował go biskupem pomocniczym archidiecezji Genui, ze stolicą tytularną Utica. Sakry udzielił mu 8 lutego 2015 kardynał Angelo Bagnasco.
17 listopada 2022 został mianowany biskupem diecezji Rimini. 